# Мелоун (Вашингтон)
Мелоун (англ. Malone) — переписна місцевість (CDP) в США, в окрузі Ґрейс-Гарбор штату Вашингтон. Населення — 468 осіб (2020).

## Географія
Мелоун розташований за координатами 46°58′28″ пн. ш. 123°18′27″ зх. д. / 46.97444° пн. ш. 123.30750° зх. д. (46.974382, -123.307427).  За даними Бюро перепису населення США в 2010 році переписна місцевість мала площу 23,43 км², з яких 23,42 км² — суходіл та 0,01 км² — водойми.

## Демографія
Згідно з переписом 2010 року, у переписній місцевості мешкало 475 осіб у 170 домогосподарствах у складі 131 родини. Густота населення становила 20 осіб/км².  Було 191 помешкання (8/км²).
Расовий склад населення:
| - 92,0 % — білих - 2,3 % — корінних американців - 0,2 % — азіатів - 1,3 % — осіб інших рас |

До двох чи більше рас належало 4,2 %. Частка іспаномовних становила 2,5 % від усіх жителів.
За віковим діапазоном населення розподілялося таким чином: 24,4 % — особи молодші 18 років, 65,1 % — особи у віці 18—64 років, 10,5 % — особи у віці 65 років та старші. Медіана віку мешканця становила 40,1 року. На 100 осіб жіночої статі у переписній місцевості припадало 116,9 чоловіків;  на 100 жінок у віці від 18 років та старших — 108,7 чоловіків також старших 18 років.
За межею бідності перебувало 49,5 % осіб, у тому числі 85,9 % дітей у віці до 18 років та 38,6 % осіб у віці 65 років та старших.
Цивільне працевлаштоване населення становило 171 осіб. Основні галузі зайнятості: освіта, охорона здоров'я та соціальна допомога — 29,8 %, публічна адміністрація — 19,3 %, сільське господарство, лісництво, риболовля — 18,1 %, роздрібна торгівля — 17,0 %.